# ایالات متحده آمریکا در المپیک تابستانی ۱۹۸۴
ایالات متحده آمریکا در بازی‌های المپیک تابستانی ۱۹۸۴ که در لس آنجلس ایالات متحده آمریکا برگزار شد، با ۵۲۲ ورزشکار (۳۳۹ مرد، ۱۸۳ زن) در ۲۵ رشته ورزشی شرکت نمود و موفق به کسب ۱۷۴ مدال (۸۳ طلا، ۶۱ نقره، ۳۰ برنز) شد که در رتبه ۱ مسابقات قرار گرفت.